# Хабаровская область
Хабаровская область — территориально-административная единица РСФСР с 1934 по 1939 год.

## История
22 июля 1934 года ВЦИК постановил образовать Хабаровскую область с центром в городе Хабаровске в составе районов: Калининского с центром в г. Иман и Бикинского Приморской области, а также самостоятельных районов: Хабаровского с городом Хабаровском, Вяземского (б. Пригородного), с центром в селении Вяземском, Комсомольского (б. Нижне-Тамбовского) с городом Комсомольском-на-Амуре и Кур-Урмийского из автономной Еврейской национальной области.
После упразднения 20 октября 1938 года Дальневосточного края Хабаровская область вошла в состав новообразованного Хабаровского края, причём входившие в её состав Калининский и Красноармейский районы, а также 26 сельсоветов Бикинского района были переданы Приморскому краю.
На юге область граничила с Уссурийской областью, на востоке — с Приморской областью, на севере — с Нижнеамурской областью, на северо-западе — с Амурской областью, на юго-западе — с Еврейской АО и Китаем.
Хабаровская область была упразднена Указом Президиума Верховного Совета РСФСР от 26 мая 1939 года, а её районы подчинены непосредственно Хабаровскому краю.

## Руководители Хабаровской области
| Первые секретари Хабаровского областного комитета ВКП(б) |            |                   |                      |
| Имя                                                      | Годы жизни | Начало полномочий | Окончание полномочий |
| 1. Илья Васильевич Слинкин                               | 1899—1938  | 1934              | 23 августа 1937      |
| Львов В. (и. о.)                                         |            |                   | февраль 1938 года    |
| 2. Григорий Афанасьевич Комаров                          | 1901—1948  | февраль 1938      | ноябрь 1938 года     |
| 3. Роман Капитонович Назаров                             | 1905—1984  | ноябрь 1938       | 26 мая 1939          |

| Председатели исполнительного комитета Хабаровского областного Совета рабочих, крестьянских и красноармейских депутатов |            |                      |                      |

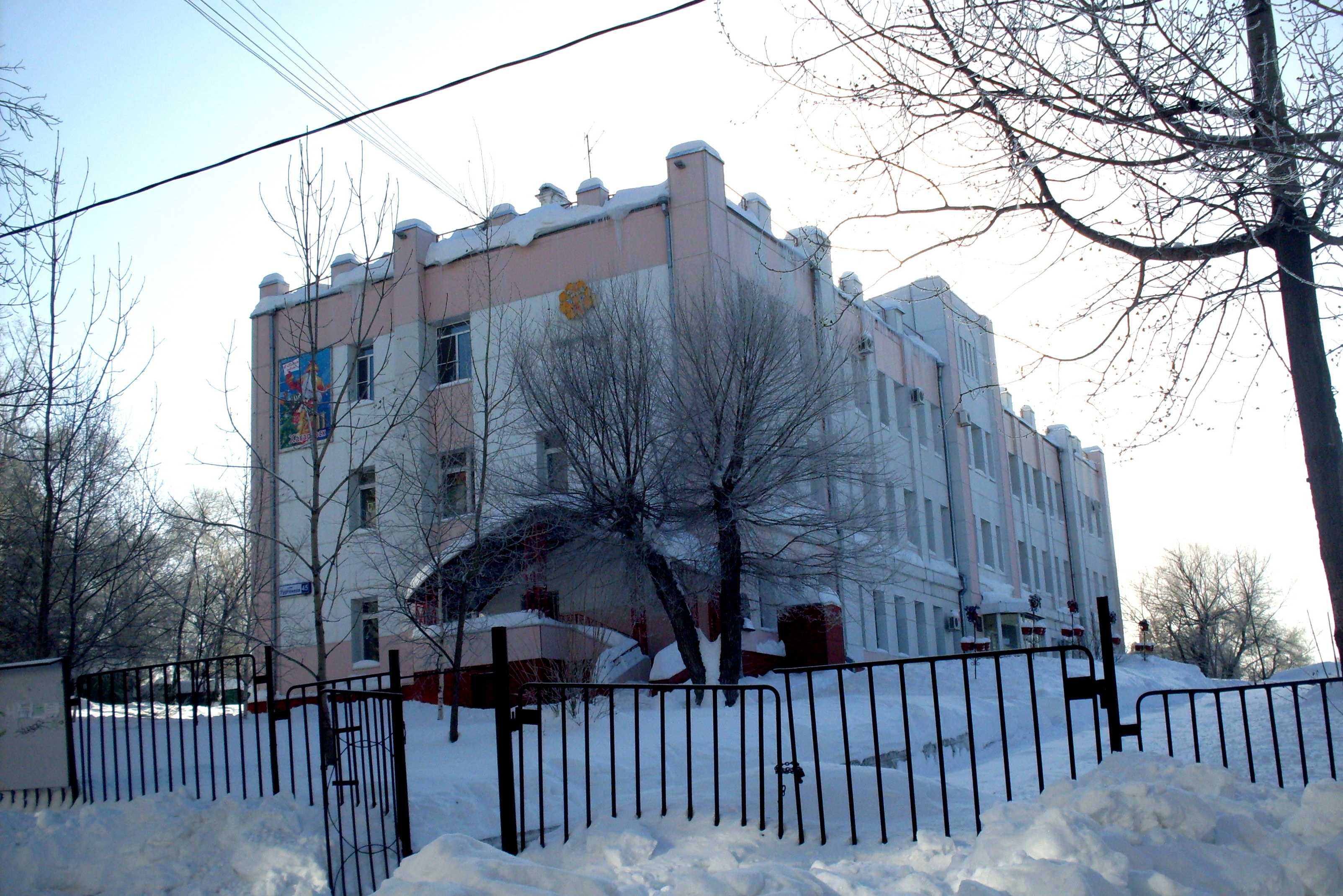
Здание в Хабаровске, в котором размещались Хабаровский обком ВКП(б) и Хабаровский облисполком. С 1939 года — Детская городская клиническая больница им. В. М. Истомина.

| Имя | Годы жизни | Начало полномочий    | Окончание полномочий |
| 1. Петров Юрий Михайлович                                                                                              | 1895—1938  | 24 декабря 1934 года | ноябрь 1936          |
| 2. Леонид Иванович Лямин                                                                                               | 1898—1938  | 1937                 | октябрь 1937 года    |
| 3. Лаврентий Иванович Вьюшков                                                                                          | 1898—1938  | 1937                 | 1938                 |
| 4. Семён Дмитриевич Чихунов                                                                                            | 1897 — ?   | июль 1938 года       | май 1939 года        |
| 5. Пётр Матвеевич Захаров                                                                                              | 1900 — ?   | май 1939 года        | 26 мая 1939 года     |